# Сушко Роман Кирилович
Рома́н Кири́лович Сушко́ (псевдо: «Сич», «Кіндрат»; 9 березня 1894, с. Ременів, Королівство Галичини та Володимирії, Австро-Угорська імперія, нині Кам'янка-Бузький район Львівська область, Україна — 14 січня 1944, Львів, Дисткрикт Галичина, Генеральна Губернія) — український військовий та політичний діяч, поручник УСС, Один з організаторів (співзасновників) Січових Стрільців та його проводу Стрілецької Ради, та Української Військової Організації. Співзасновників ОУН. Входив до складу ПУН. Один з найближчих соратників Голів ПУН полковника Євгена Коновальця та полковника Андрія Мельника. 
Полковник Армії УНР. Учасник другого Зимового Походу Армії УНР. Двічі ставав крайовим командантом УВО. Командир «Легіону Сушка». 
Відповідно до українського законодавства може бути причисленим до борців за незалежність України у ХХ сторіччі.

## Життєпис
Народився 9 березня 1894 в селі Ременів, нині Кам'янка-Бузький район Львівська область, в родині Кирила та Марії Сушків. У Романа Сушка було п'ятеро братів та сестер: Василь (нар. 1875), Ганна (нар. 1878), Іван (нар. 1882), Юрій (нар. 1887), Пелагея (нар. 1890).
Закінчив Народну школу в рідному селі та у 1913 році філію Академічної гімназії у Львові, продовжив навчання на юридичному факультеті Львівського університету.

### Військова діяльність

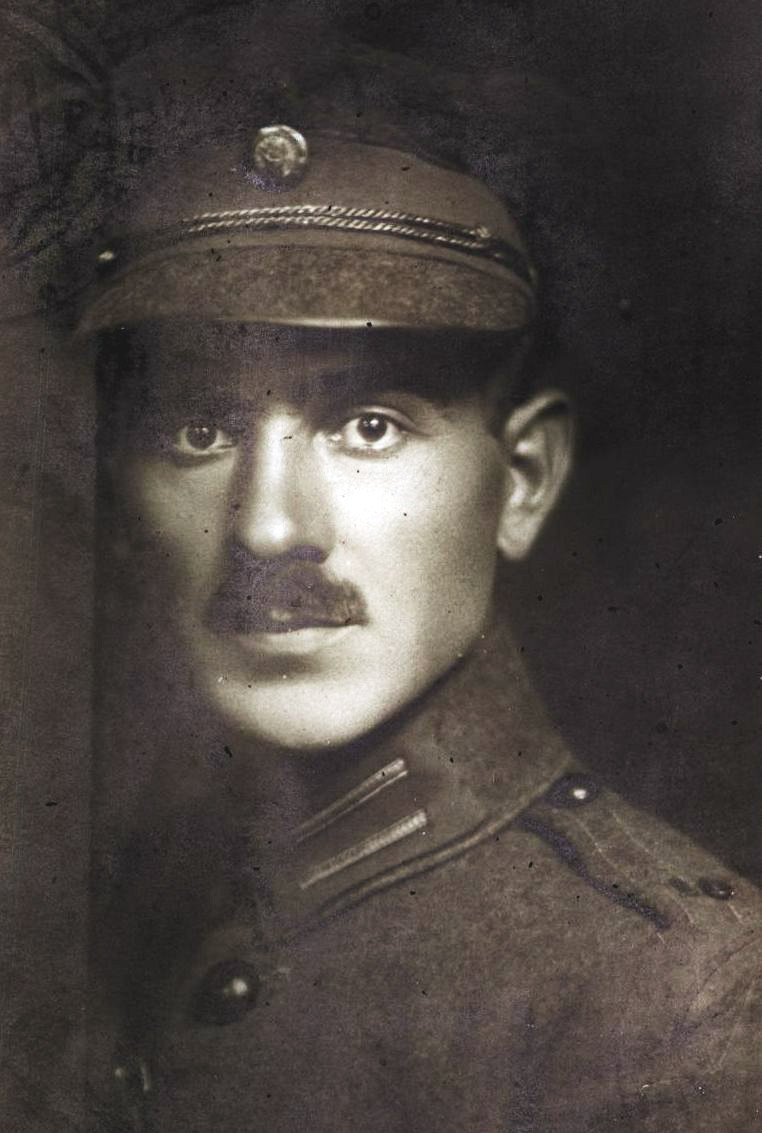
Роман Сушко в уніформі Січових Стрільців

Відвідини Євгеном Коновальцем штабу 11-ї дивізії Січових Стрільців (командир Роман Сушко), Шепетівка, серпень-вересень 1919 р. Зліва направо сидять: 2-й Михайло Матчак, далі Марко Безручко, Євген Коновалець, Роман Сушко, Юрій Отмарштейн

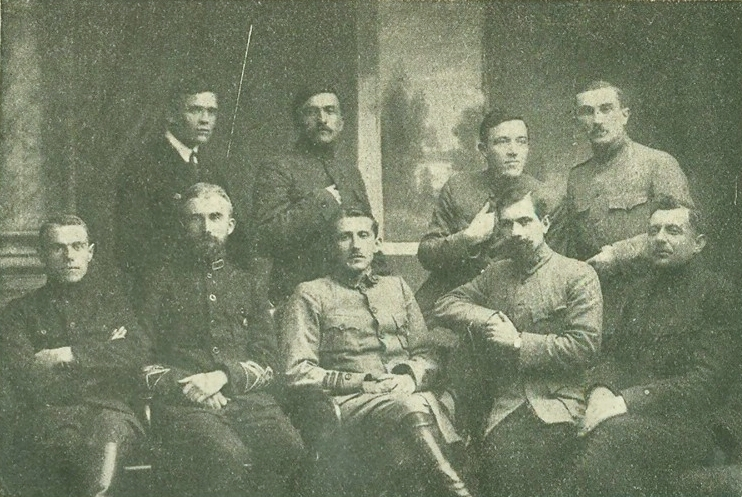
Штаб Січових Стрільців після розформування (1920): сидять зліва направо Михайло Матчак, Андрій Мельник, Євген Коновалець, Роман Сушко, Іван Даньків; стоять зліва направо Іван Андрух, Роман Дашкевич, Василь Кучабський, Ярослав Чиж

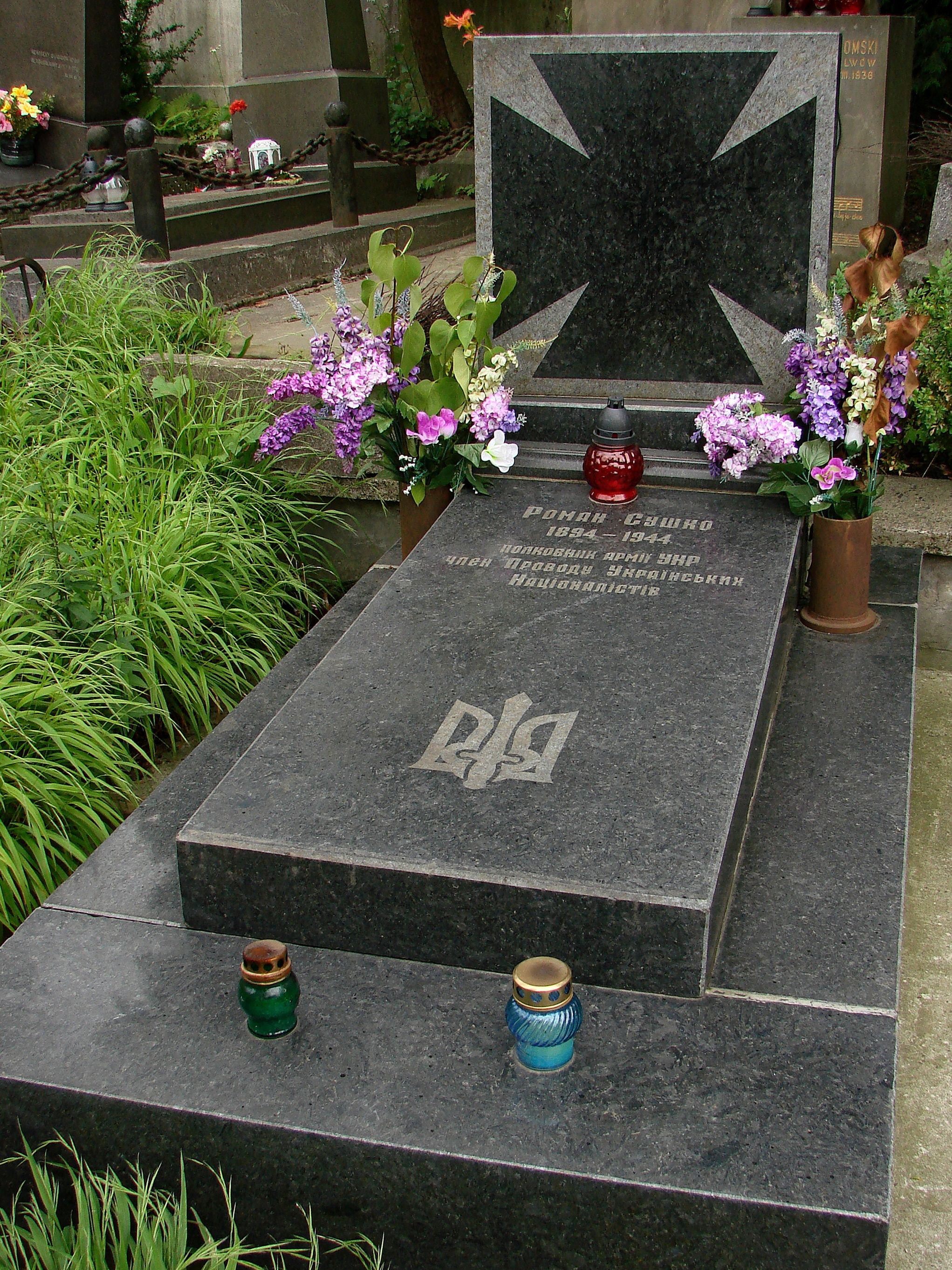

З 1914 поручник 2 сотні УСС (учасник боїв на Маківці й Лисоні). Протягом 5 місяців командував чотою, 6 місяців — 2-ю сотнею, 1 місяць — сотнею, 1 місяць — куренем.
У вересні 1916 року потрапив до російського полону. Протягом 1916—1917 років перебував у таборі для військовополонених австро-угорської армії у Царицині (Поволжя).
Останнє звання в австро-угорській армії — обер-лейтенант.
13 січня 1918 року разом з іншими полоненими старшинами Легіону УСС прибув до Києва, де вступив до Галицько-Буковинського куреня Січових стрільців військ Центральної Ради.
Співорганізатор Січових Стрільців (СС).
З 19 січня 1918 року — командир 1-ї сотні 1-го куреня Січових стрільців військ Центральної Ради. З 1 березня 1918 року — командир 4-го (1-го) полку Січових стрільців.
Після розформування полку німцями 30 квітня 1918 року виїхав до Окремої Запорізької дивізії, де домовився про формування в її складі Окремого Січового куреня з галичан.
З травня 1918 року — командир 3-го Січового куреня 2-го Запорізького полку Окремої Запорізької дивізії Армії Української Держави.
Наприкінці вересня 1918 року, після дозволу гетьмана П. Скоропадського на формування Окремого пішого загону Січових стрільців, переїхав разом з куренем до Білої Церкви, місця формування загону.
У вересні—листопаді 1918 року очолював 1-й піший курінь загону.
16 листопада 1918 року січові стрільці під командою Сушка рушили залізницею з Білої Церкви на Київ; вночі вони зайняли залізничний вузол Фастів. 17 листопада вранці до Фастова прибула решта сил січових стрільців, С. Петлюра і Директорія; німецький гарнізон міста дотримався нейтралітету щодо дальшого просування республіканських підрозділів на Київ, того ж дня січові стрільці зайняли станцію Мотовилівка, гетьманські частини підійшли до станції Васильків.
З середини грудня 1918 року — начальник 1-ї Січової дивізії військ Директорії, до складу якої ввійшли 1-й (сформований з галичан), 2-й (сформований з селян-повстанців), 3-й та 4-й (сформовані з вояків Сердюцької дивізії гетьмана П. Скоропадського, які перейшли на бік Директорії) Січових полків.
17 січня 1919 року Роман Сушко з ударною групою Січової дивізії, близько 2 тисяч, прибули до Полтави на допомогу Петру Болбочану. Але виявилось, що Петро Болбочан залишив зі своїми військами місто. Січовики очолювані Романом Сушком здобули частину Полтави та утримували півтори доби. Проте після запеклих боїв з полками Віталія Примакова та Дмітрія Шмідта, які переважали їх чисельно, змушені були 19 січня 1919 року залишити Полтаву. Роман Сушко разом зі своїми січовими стрільцями наприкінці січня 1919 року обороняв важливий залізничний вузол Гребінку від більшовицького наступу.
З кінця січня 1919 року — начальник Північної групи з оборони Коростенського залізничного вузла під Києвом, під час боїв був контужений.
Після скасування управління 1-ї Січової дивізії, з середини лютого 1919 року, Роман Сушко перебував на посаді отамана для доручень при командувачі Корпусу Січових стрільців Дієвої армії УНР.
З середини липня 1919 року — начальник 11-ї пішої дивізії Січових стрільців Дієвої армії УНР.
По ліквідації СС, у грудні 1919 року інтернований польською владою у Луцьку.
З 31 березня 1920 року — командир 1-ї (згодом — 16-ї бригади) 6-ї Січової стрілецької дивізії Армії УНР.
На чолі збірної бригади 6-ї Січової дивізії брав участь у Другому Зимовому поході під командуванням Ю.Тютюнника (04–19.11.1921 р.).

### Політична діяльність
У 1922 році повернувся до Львова, став одним із співзасновників Української військової організації і його крайовий комендант (1927–1930) на Заході України, кілька разів був ув'язнений поляками.
Співтворець ОУН, з 1929 року член Проводу Організації українських націоналістів.
У 1930-х на еміграції у Відні. З 1933 до 1938 року перебув за завданням ОУН у США.
У 1938 — влітку 1939 роках керував в Австрії підготовкою молодих військових кадрів ОУН.
Напередодні Другої світової війни сформував з добровольців ОУН, так званий «Легіон Сушка», на чолі якого брав участь у наступі німецької армії під час німецько-польської війни у серпні 1939 року. Легіон дійшов до Стрия, або майже до Львова, але змушений був повернути на захід, оскільки місто було віддане німецьким командуванням радянській стороні.

Пам'ятна таблиця у Львові на вул. Винниченка, 3

З кінця 1939 року мешкав у Кракові, призначений провідником ОУН на території Генеральної Губернії (1939—1941), на якій розбудував мережу ОУН і сприяв створенню УЦК.
Був проти розколу ОУН (1940) і залишився на боці Голови ПУН полковника А. Мельника.
З літа 1941 року перебував у Львові.
Автор статей на військові теми, спогадів про Базар і Січових Стрільців та книги «Хто убив полковника Отмарштайна» (1933).
Вбитий біля будинку на вул. Чарнецького (нині — вул. Винниченка), 3 у Львові 14 січня 1944 року пострілом у спину. Похований на Личаківському цвинтарі у Львові.
Представники ОУН звинувачували у вбивстві «бандерівців».

## Особисте життя
Під час перших визвольних змагань Роман Сушко одружився з Христиною Євгенівною Скачківською (у попередньому шлюбі — Довгорука, чоловік — князь Микола Павлович Долгорукий, загинув). У подружжя народилася донька Романна. Шлюб розпався у 1925 році.

## Твори
- Спогад про бій біля Базару.
- Спогад «Січові Стрільці за Центральної Ради».
- Книга «Хто убив полковника Отмарштайна»[9].

## Вшанування пам'яті
- Меморіальна таблиця на вул. Винниченка, 3 у Львові.
- Вулиця Романа Сушка у Львові.
- Вулиця та провулок Романа Сушка у Броварах.